# Sapromyza agromyzina
Sapromyza agromyzina är en tvåvingeart som först beskrevs av Kertesz 1913.  Sapromyza agromyzina ingår i släktet Sapromyza och familjen lövflugor.
Artens utbredningsområde är Taiwan. Inga underarter finns listade i Catalogue of Life.